# 알락할미새

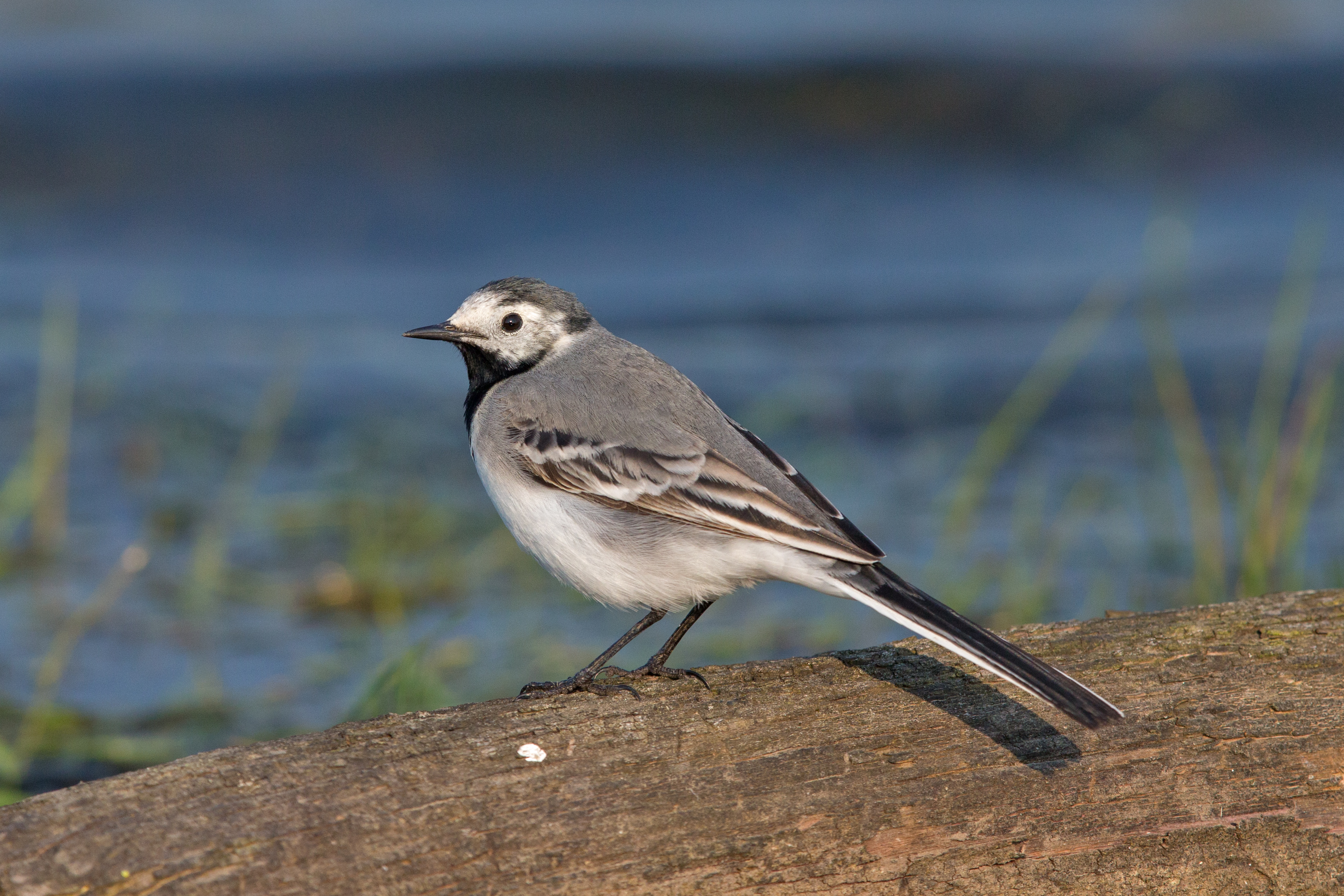
암컷.

알락할미새(white wagtail, Motacilla alba)는 할미새과(Motacillidae)에 속하는 조그마한 참새목의 새이며, 여기에는 종달새와 롱클로우가 포함된다. 이 종은 유럽과 아시아, 아프리카 북부 일부 지역에 새끼를 낳는다. 가장 온화한 지역에 거주하지만 그 밖의 경우 아프리카로 이주한다.
알락할미새는 라트비아의 국조이다.

## 개요

### 아종
9~11개의 아종이 현재 인지되고 있다. 알락할미새 아종의 깃털 차이와 분포 정보는 아래와 같다.
| 아종                                  | 범위 | 참고 | 그림 |
| ------------------------------------- | --- | --- | ---- |
| M. a. alba                            | 유럽 (이베리아반도에서부터 우랄산맥, 터키, 레반트, 아이슬란드, 페로 제도, 그린란드의 동해안에 이르기까지). 일부는 유럽과 아프리카의 남부에서부터 케냐와 말라위로까지 이주한다. | 아종 (종의 학명과 동일) |      |
| M. a. yarrellii                       | 그레이트브리튼섬, 아일랜드섬. 이 지역의 북부의 새들은 스페인과 북아프리카로 이주한다.                                                                                          | Pied wagtail. 지명된 종 보다 등이 훨씬 더 진한 검은색이며 목의 검은색이 목의 옆쪽까지 이어져 있다.                         |      |
| 검은턱알락할미새(M. a. dukhunensis)   | 서시베리아 평원 - 카스피해 동부 (러시아, 카자흐스탄, 우즈베키스탄, 투르크메니스탄의 일부 지역)의 새는 중동, 인도, 방글라데시로 이주한다. 종종 alba에 소속됨.                   | Indian pied wagtail. 이 아종들의 윗부분은 지명 아종보다 더 창백하고 푸른색/회색의 정도가 더 심하다.                        |      |
| M. a. persica                         | 이란의 중앙 북부 및 서부. | M. a. dukhunensis와 M. a. personata의 중간. 종종 alba에 소속된다.                                                          |      |
| M. a. subpersonata                    | 모로코에 서식 (비이주성) | Moroccan wagtail. 지명 아종보다 머리색의 검은 정도가 더 진하며 검회색의 흰 목을 지닌 en:African pied wagtail와 닮아있다.   |      |
| 흰이마알락할미새(M. a. personata)     | 힌두쿠시산맥, 톈산산맥, 알타이산맥 (이란 북부, 아프가니스탄, 타지키스탄, 키르기스스탄, 카자흐스탄, 신장 위구르 자치구)                                                         | Masked wagtail. 흰 얼굴, 검은 머리                                                                                         |      |
| 히말라야알락할미새(M. a. alboides)    | 히말라야산맥과 주변 지역 | 이 아종의 등은 검은 색이며 머리 주변이 온통 검은 편이고 흰 날개를 지녔다.                                                  |      |
| 시베리아알락할미새(M. a. baicalensis) | 러시아의 바이칼호 지역, 몽골, 내몽골 자치구 | M. a. leucopsis와 비슷하지만 등이 회색이며 머리와 날개가 덜 하얗다.                                                        |      |
| 검은턱할미새(M. a. ocularis)          | 시베리아, 극동 (러시아, 중앙시베리아고원 동쪽)에서 알래스카주 서부에 이르는 지역                                                                                               | |      |
| 백할미새(M. a. lugens)                | 러시아 극동 (프리모르스키 지방, 하바롭스크 지방), 캄차카반도, 쿠릴 열도, 사할린섬, 일본 (홋카이도, 혼슈)                                                                       | Black-backed wagtail 또는 kamchatka/Japanese pied wagtail은 M. a. yarrellii와 유사하지만 흰 날개깃에 검은 눈줄무늬가 있다. |      |
| 알락할미새(M. a. leucopsis)           | 중국, 한반도, 대만, 일본 (류큐 열도, 규슈)에서 일본 (혼슈), 동남아시아, 인도, 오세아니아에 이르는 지역.                                                                        | Amur wagtail |      |

## 사진

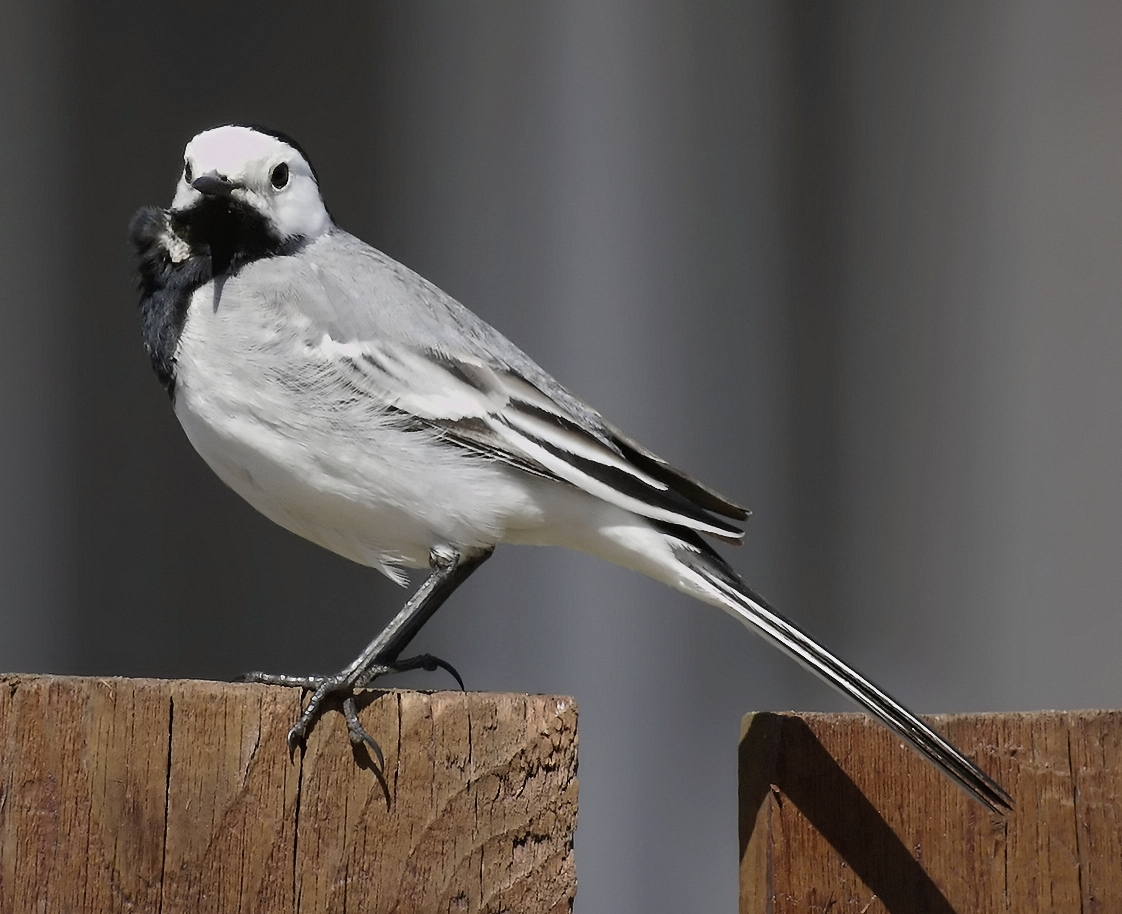
러시아 모스크바 지역, 2007
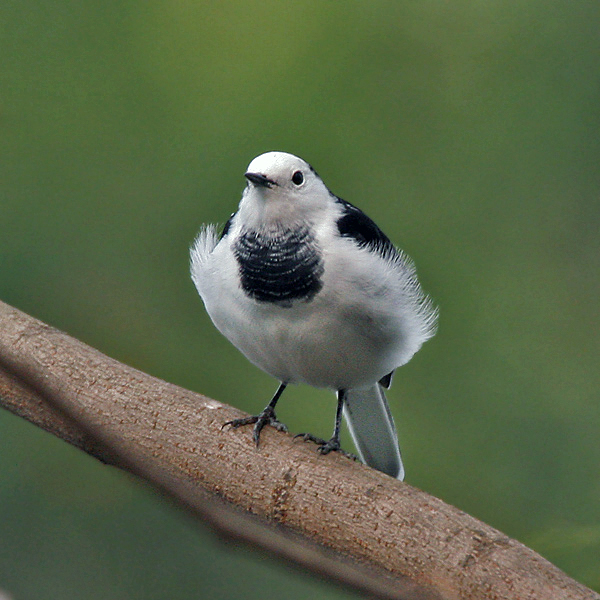
leucopsis종. 인도 서벵골주 콜카타
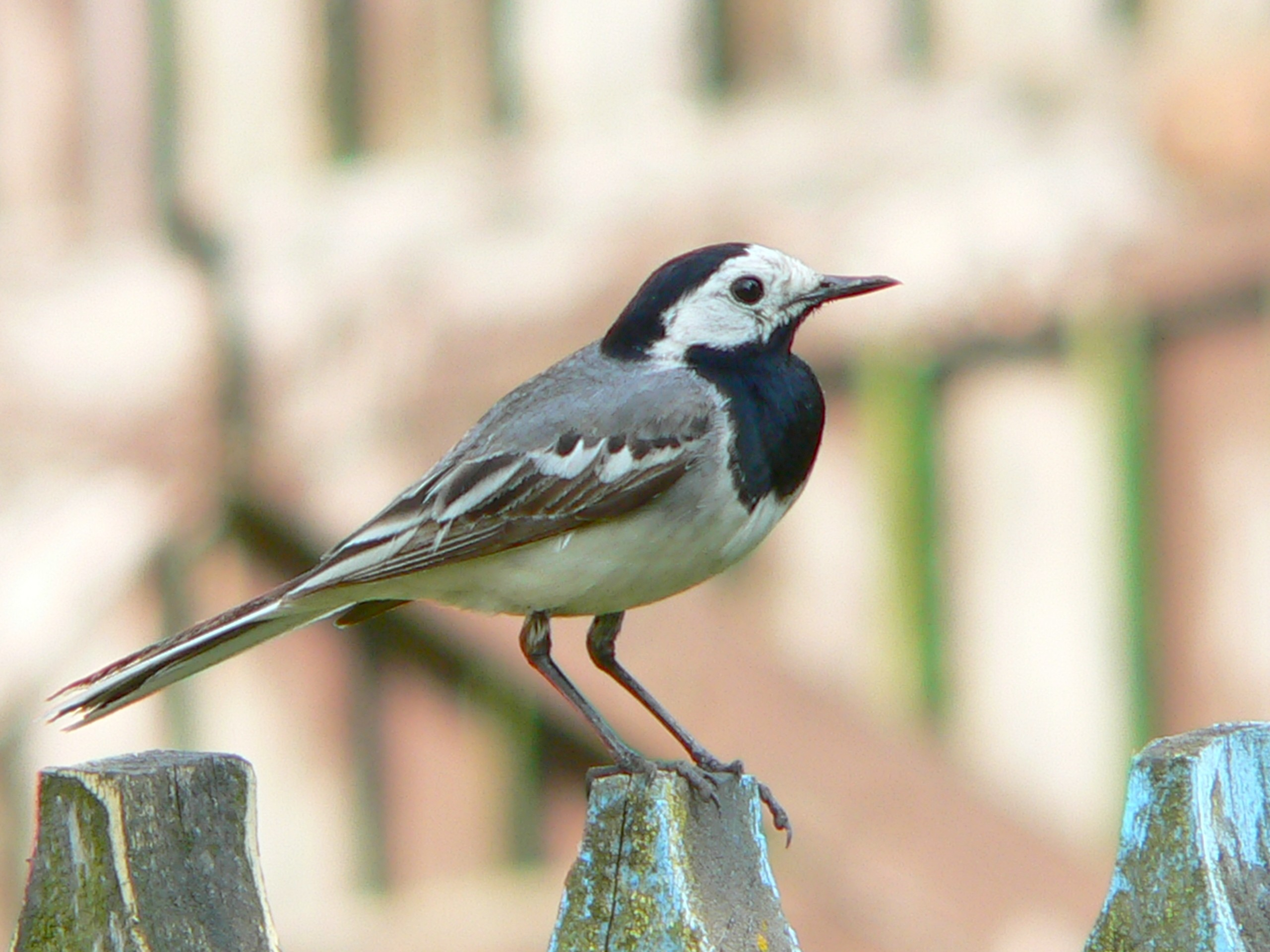
M. a. alba
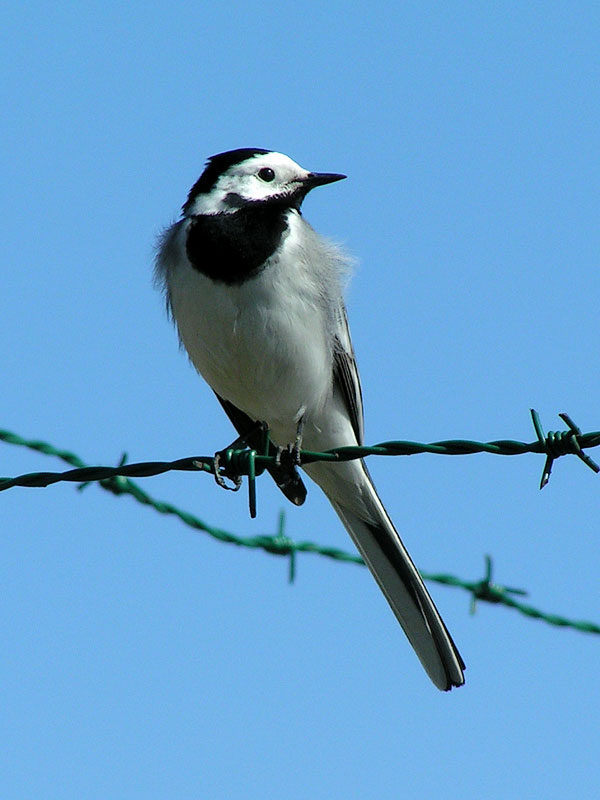
라트비아 옐가바에서
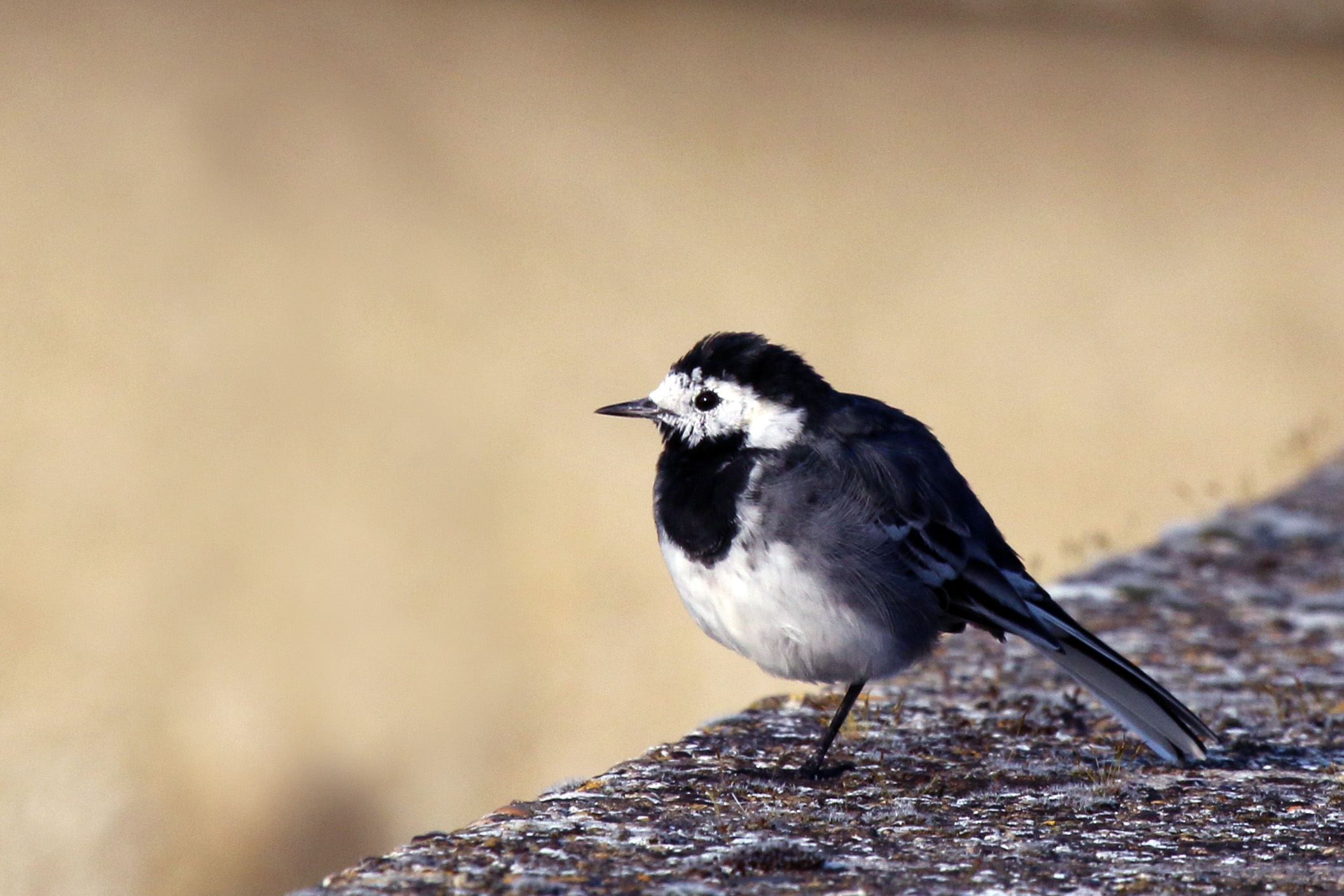
M. a. yarrellii. 옥스퍼드셔주 Farmoor Reservoir
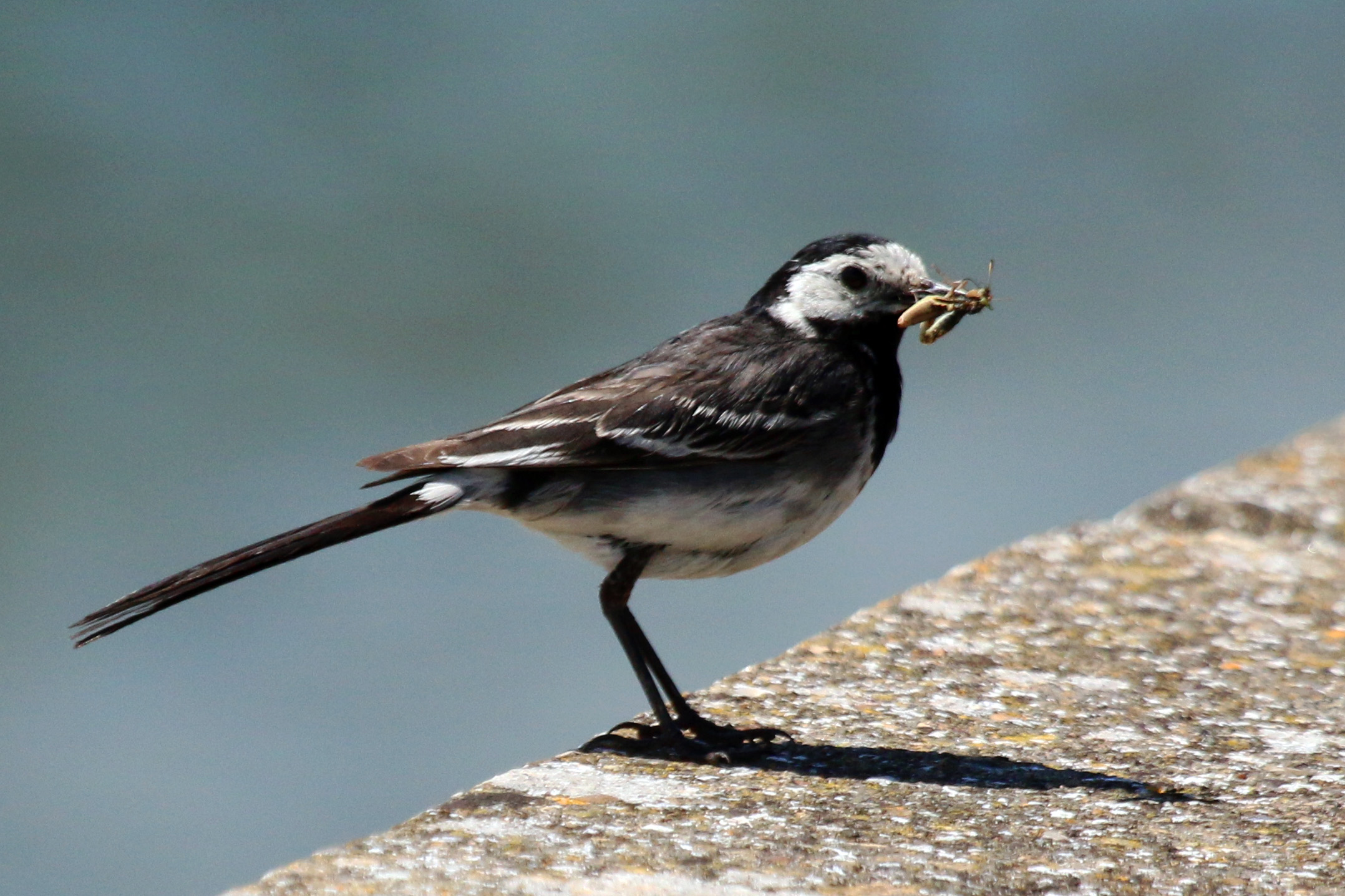
M. a. yarrellii. 옥스퍼드셔주 Farmoor Reservoir
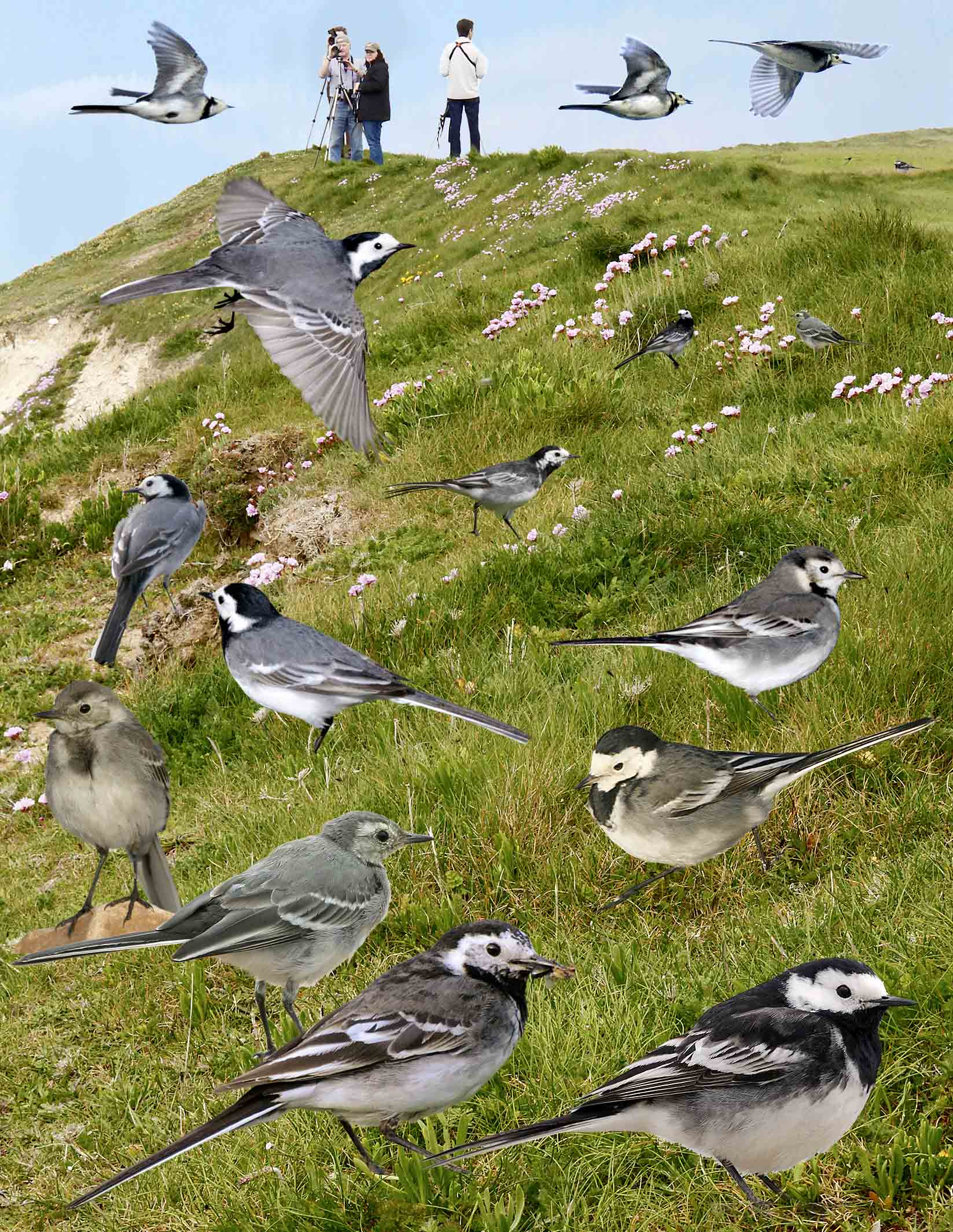
Motacilla alba lugens (일본)
- ID composite (영국)
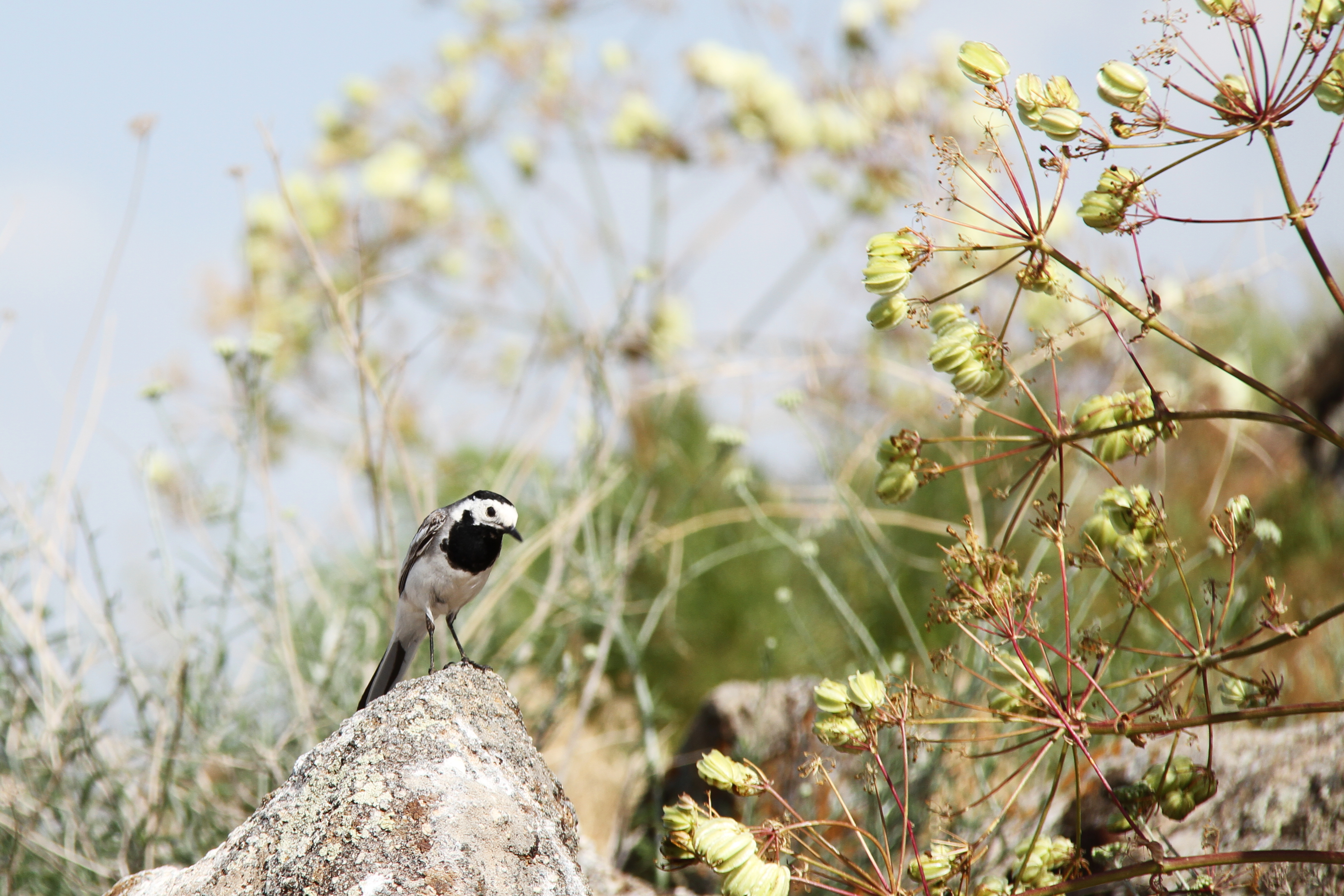
이란 부칸
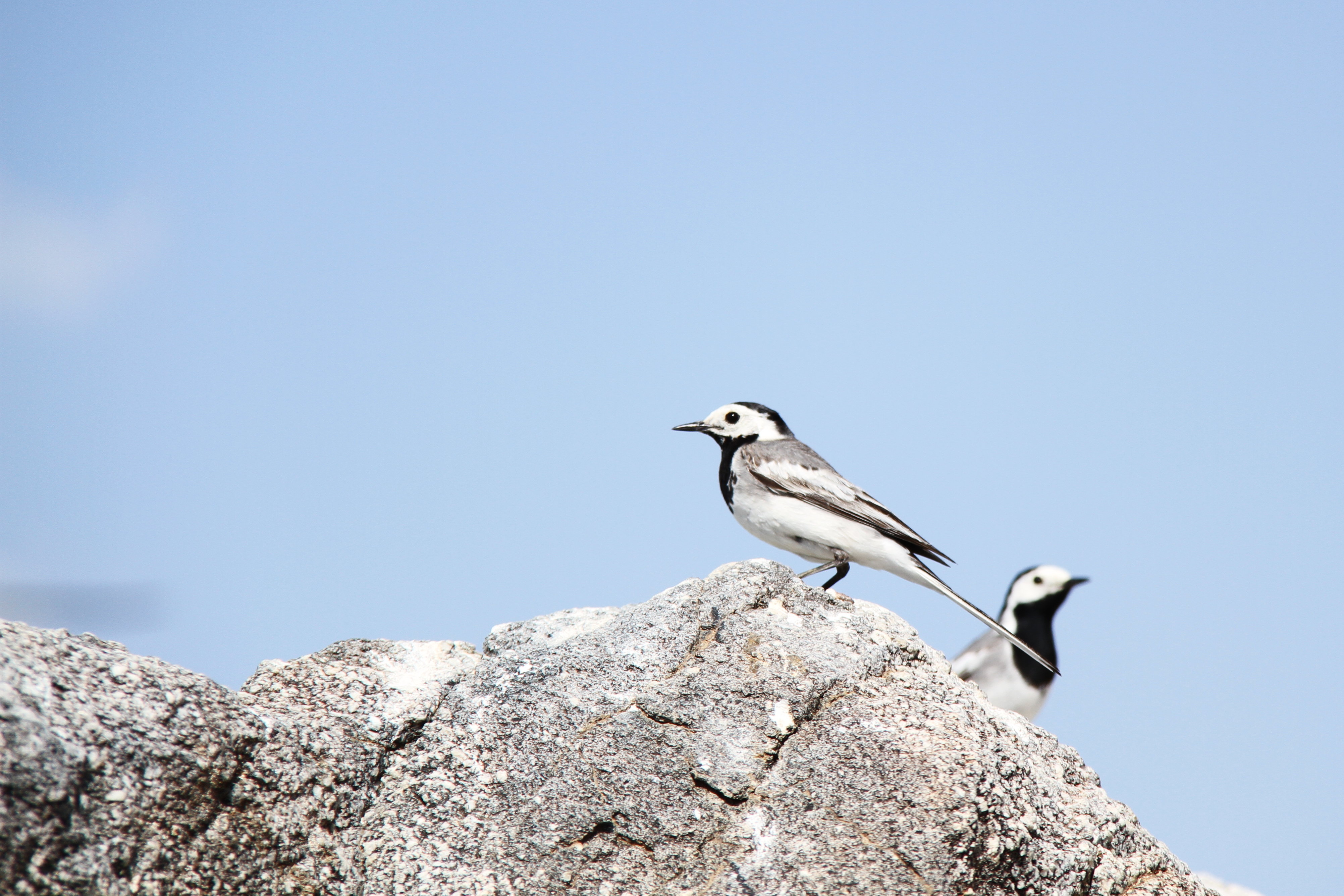
이란 부칸
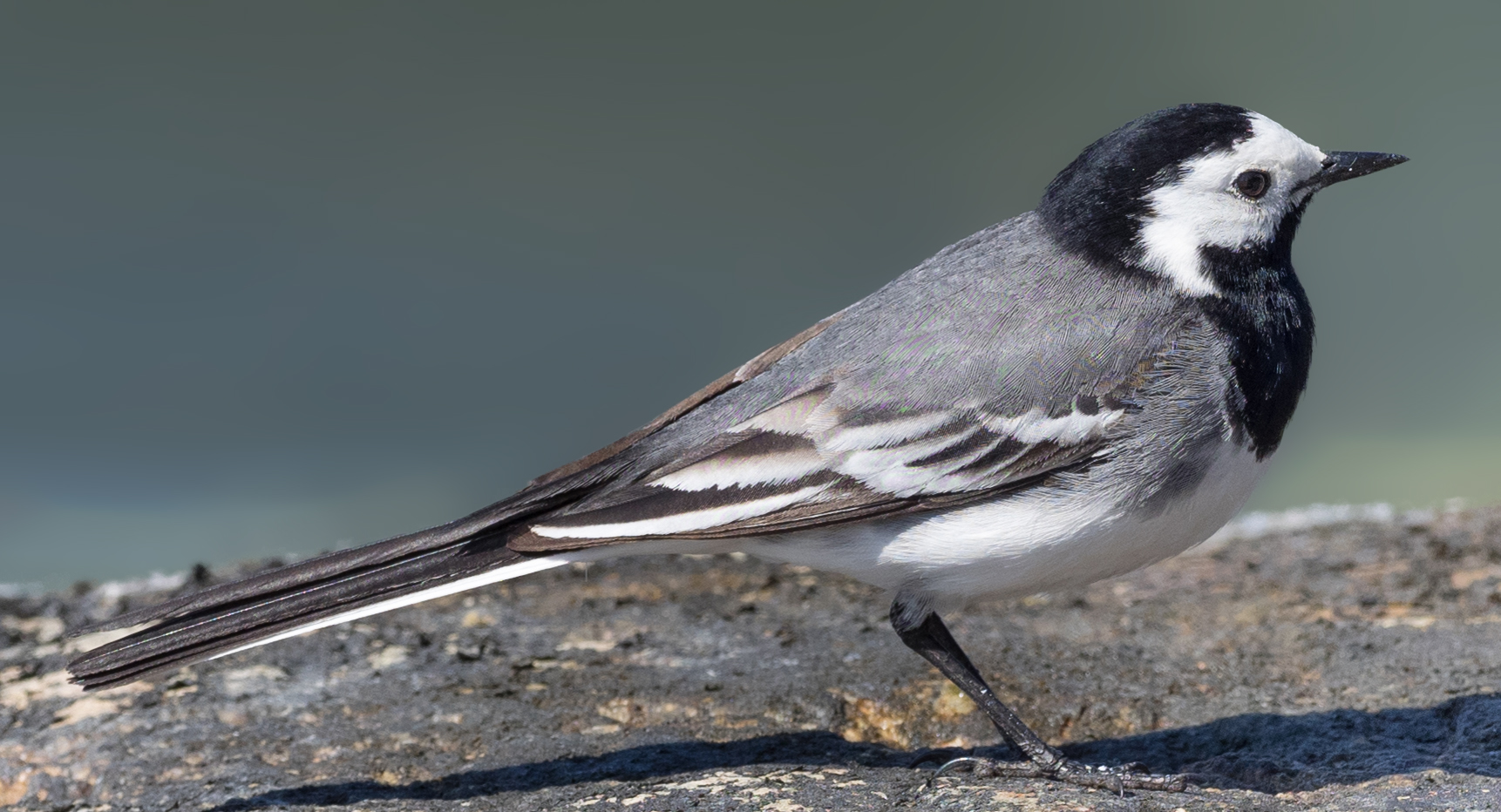
Motacilla alba alba 2016
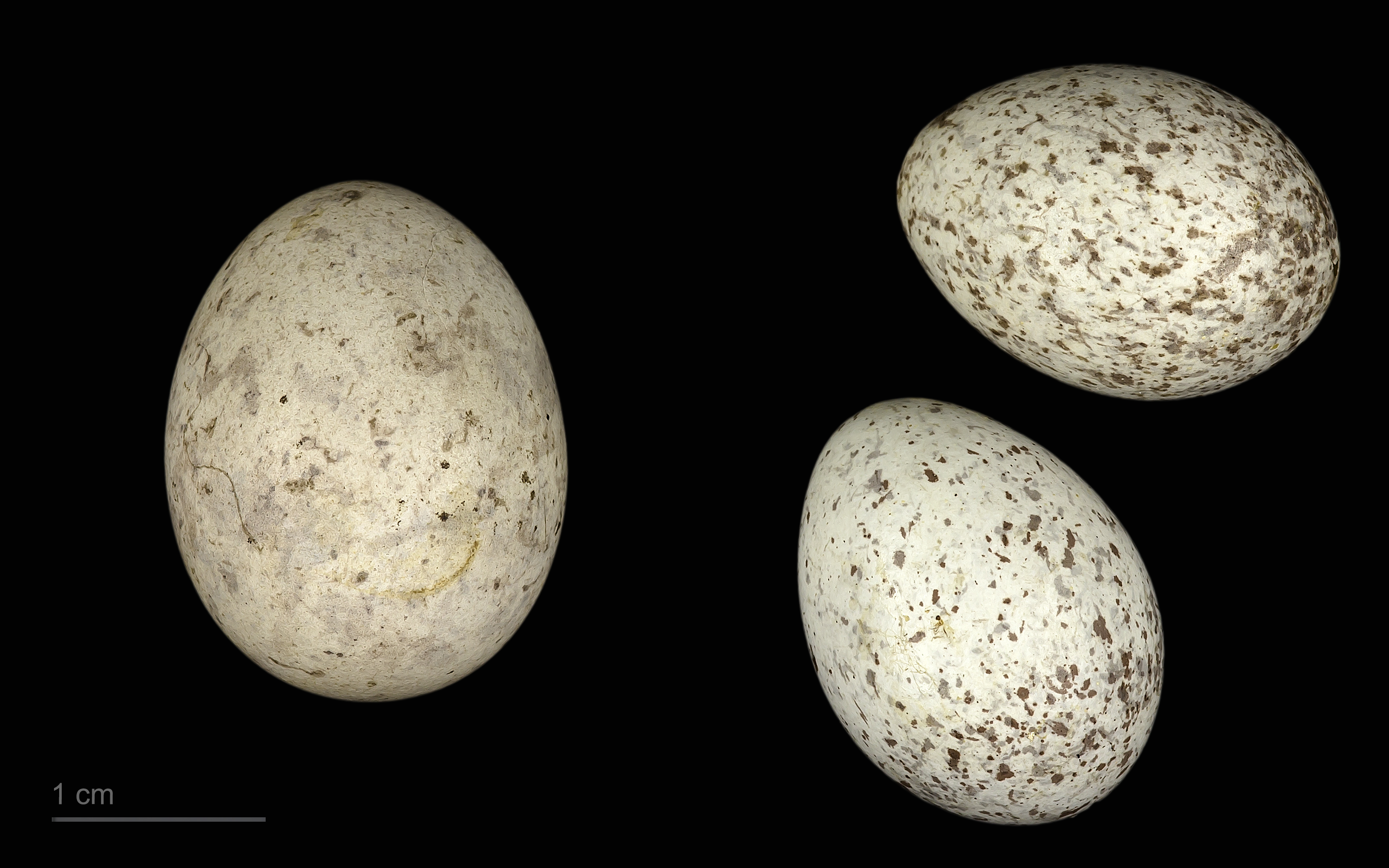
Cuculus canorus canorus + Motacilla alba